# ريتش جانون
ريتش جانون (بالإنجليزية: Rich Gannon)‏ هو مقدم تلفزيوني أمريكي، ولد في 20 ديسمبر 1965 في فيلادلفيا في الولايات المتحدة.

## وصلات خارجية
- ريتش جانون على موقع إي إس بي إن.كوم (أن.أف.أل)3
- ريتش جانون على موقع مرجع كرة القدم المحترفة.كوم (الإنجليزية)